# Otto Nicolai
Carl Otto Ehrenfried Nicolai (9. června 1810, Königsberg – 11. května 1849, Berlín) byl německý skladatel a dirigent období romantismu, zakladatel Vídeňské filharmonie. Nejvíce ho proslavila jeho operní verze Shakespearovy komedie Veselé paničky windsorské (Die lustigen Weiber von Windsor) z roku 1847. Jeho dílo obsahuje ale i pět oper, hudbu pro samozpěvy, díla pro orchestr, pěvecký sbor, ansámbl a pro sólové nástroje.

## Život
Otto Nicolai se narodil v německém Königsbergu do muzikantské rodiny. Hudbě se důkladně učil již od raného dětství, čemuž nasvědčuje i fakt, že již ve svých 8 letech dokonale ovládal hru na klavír. O něco později se rozhodl opustit své rodné město a vydat se do Berlína, kde studoval u Carla Friedricha Zeltera. V roce 1831 napsal svou první symfonii a několik koncertů, což mu zajistilo několik prestižních funkcí. Začal vynikat jako varhaník v Římě, dirigent ve Vídni a ředitel opery v Berlíně. V hlavním městě Rakouska začal zavádět pořádání filharmonických orchestrů, které jsou považovány za základ jednoho z největších světových orchestrů, Vídeňské filharmonie, čímž se Nicolai stal jejím zakladatelem. Velký úspěch získal také se svými pěti operami, zvlášť s operou Mariana z roku 1841, ale jeho nesmrtelnost spočívá hlavně v jeho díle Veselé paničky windsorské (Die lustigen Weiber von Windsor), které napsal v roce 1847 a které je inspirováno stejným Shakespearovým tématem jako Verdiho Falstaff, který je přirozeně zastiňuje. Vysokého věku se však nedožil. Zemřel ve svých osmatřiceti letech na následky mrtvice. Nicméně Nicolaiova opera má nesporný půvab a obsahuje několik výjimečných a krásných melodií, z nichž jsou některé známy díky dosud populární předehře.

## Přehled nejvýznamnějších děl

### Opery
- Enrico II (Terst, 1839)
- Il templario (Turín, 1840)
- Gildippe e Odoardo (Genova, 1841)
- Il proscritto (Milán, 1841)
- Mariana (Milán, 1841)
- Veselé paničky windsorské (Die lustigen Weiber von Windsor, Berlín, 1849)